# 2008 TS26
2008 TS26 – niewielka planetoida odkryta 9 października 2008 w ramach programu Catalina Sky Survey z obserwatorium astronomicznego na Mount Lemmon. W momencie jej odkrycia znajdowała się ona zaledwie 14 000 km od Ziemi, minęła atmosferę Ziemi o 7000 kilometrów.